# 아시카가 하루우지
아시카가 하루우지(일본어: 足利晴氏, 1508년 ~ 1560년 6월 20일)는 센고쿠 시대의 4대 고가 공방(古河公方)로 있다. 아버지는 아시카가 다카모토(足利高基), 어머니는 우쓰노미야 시게쓰나(宇都宮成綱)의 딸. 형제는 우에스기 노리히로(上杉憲寛). 처는 야나다 다카스케(簗田高助)의 딸, 호조 우지쓰나(北条氏綱)의 딸 호슈인. 아들은 후지우지(足利藤氏), 요시우지(足利義氏) 등. 아명은 가메와카마루(亀若丸).

## 생애
호조 우지쓰나의 매부로, 간토일대에 그 영향력을 유지했을 뿐 아니라, 고 호조씨의 지원을 토대로 아시카가 다카모토 때부터 적대했던 오유미 공방(小弓公方) 아시카가 요시아키(足利義明)를 멸문시켰다.
그러나, 우지쓰나 사후, 대를 이은 호조 우지야스(北条氏康)와 적대해, 우에스기 노리마사(上杉憲政)와 우에스기 도모사다(上杉朝定)와 동맹을 맺고 덴분 15년(1546년), 함께 호조령으로 쳐들어가지만, 가와고에 성 전투에서 대패한다. 그러자, 고가 공방으로서의 힘을 잃어버린다. 그리고, 생명은 보존받았지만, 덴분 21년(1552년) 어쩔 수 없이 고가 공방의 자리를 아들 요시우지에 양도한다. 덴분 23년(1554년) 호조 우지야스에게 고가 성을 공격받고, 사가미국 하타노에 유폐된다. 고지 3년(1557년) 7월 고가 성 귀성을 허락받지만, 9월 우지야스에 의해 폐적된 적자 후지우지가 아시카가 요시우지를 타도하기 위해 거병하지만, 사전에 발각되어 실패한다. 그리고 하루우지는 이 사건에 의해 다시 구리하시 성에 유폐된다. 에로쿠 3년(1560년) 사거한다.
- 묘소: 지바현 노다시 세키야도 정 소에지

## 같이 보기
- 호케쿄지
- 고 호조씨
- 고가 공방

| 전임 아시카가 다카모토 | 제4대 고가 공방 1535년 ~ 1552년 | 후임 아시카가 요시우지 |